# バルコ
バルコ（BALCO、Bay Area Laboratory Co-operative）は、1984年から2003年まで存在したアメリカ合衆国カリフォルニア州サンフランシスコ・ベイエリアの栄養補助食品会社。2003年夏にアスリートに検査で検出されない運動能力向上薬物を提供していたとされるバルコ・スキャンダルが発覚した。

## 会社の歴史
1984年にタワー・オブ・パワーの元ベーシスト、ビクター・コンテがアメリカ合衆国のカリフォルニア州バーリンゲームにおいて創業した。公式には血液や尿の分析と栄養補助食品のサービス事業であった。1988年からは運動能力向上薬物も扱い、数多くのアスリートに提供していた。パトリック・アーノルドの協力を得てドーピング検査で検出されないアナボリックステロイドのクリア（THG）を開発した。

## スキャンダル発覚
2002年には連邦捜査官がバルコの捜査を開始した。2003年夏に陸上競技指導者のトレバー・グラハムが匿名でコンテがステロイドを数多くの選手に与えていると指摘し、証拠品として米国反ドーピング機関（USADA）に微量のTHGが付着した使用済みの注射器を送り付けた。9月3日に内国歳入庁、食品医薬品局（FDA）、サンマテオ麻薬特別捜査班、USADAの連邦捜査官がバルコの事務所の家宅捜索を行い、コンテはその日に捜査官による事情聴取に応じた。内国歳入庁の覚書によると、「クリアやクリーム（クリアとセットで使用）を数十人のエリートアスリートに販売していた」と認めたとされる。「クリアはアナボリックステロイドの効果がある液体で選手の運動能力を高められる」「クリームは他から入手したテストステロンとエピテストステロンを組み合わせたもので、選手が自分の肌に塗ってドーピング検査をパス出来る」とそれぞれの薬物について説明した。その後に既存の500人以上の選手の尿検査サンプルを再検査した結果、20人がTHGに陽性反応を示した事が判明した。
以下の27人のアスリートがバルコの顧客リストに掲載されていた。
MLB選手
- バリー・ボンズ
- ゲイリー・シェフィールド
- ジェイソン・ジアンビ
- ジェレミー・ジアンビ
- アルマンド・リオス

陸上競技選手
- マリオン・ジョーンズ（短距離走）
- ティム・モンゴメリ（短距離走）
- ドウェイン・チェンバース（短距離走）
- クリスティ・ゲインズ（短距離走）
- アルビン・ハリソン（短距離走）
- カルビン・ハリソン（短距離走）
- ケリー・ホワイト（短距離走）
- ザンナ・ブロック（短距離走）
- ミシェル・コリンズ（短距離走）
- ラモン・クレイ（短距離走）
- レジーナ・ジェイコブス（中距離走）
- オルガ・バスデキ（三段跳）
- エリック・トーマス（障害走）
- ジョン・マキューエン（ハンマー投）
- ケビン·トス（砲丸投）

NFL選手
- ビル・ロマノウスキー
- ジョニー・モートン
- ダリル・ガーデナー
- バレット・ロビンズ
- クリス·クーパー
- デイナ・スタブルフィールド
- ジョシュ・テイブス

2005年7月15日に司法取引が成立し、コンテは禁止薬物の流通と資金洗浄の罪を認め、10月18日に懲役4か月と保護観察4か月の判決が下った。
バリー・ボンズの専属トレーナーで、バルコと関わりがあったグレッグ・アンダーソンも同じく7月15日に禁止薬物の流通と資金洗浄の罪を認め、10月18日に懲役3ヶ月と自宅監禁3ヶ月の判決が下った。2007年11月15日にボンズは一連の騒動でステロイド使用について調査官に虚偽の申告をしたとして偽証と司法妨害の罪で起訴され、アンダーソンはその数時間後に釈放された。
2006年3月23日にコンテの弁護人が漏洩させた裁判資料などの情報をもとに、サンフランシスコ・クロニクル紙記者2人がボンズの薬物使用歴を大きく取り上げた『ゲーム・オブ・シャドウズ』を出版した。6月6日にMLBのアリゾナ・ダイヤモンドバックスに所属しているジェイソン・グリムズリーの自宅が連邦捜査官によるバルコの捜査に関連して家宅捜索された事が明らかになった。グリムズリーはステロイドとヒト成長ホルモン（HGH）とアンフェタミンの使用を認め、6月12日にMLB機構から50試合の出場停止処分を科された。法廷での宣誓供述書には、他の薬物使用者としてホセ・カンセコ、ラファエル・パルメイロ、ミゲル・テハダ、ピート・インカビリア、レニー・ダイクストラ、チャック・ノブロック、グレナレン・ヒル、ジェロニモ・ベローア、デビッド・セギー、アレン・ワトソンの名前が記載されていた。